# Pamela Lyndon Travers
Pamela Lyndon Travers OBE (Maryborough, 9 augustus 1899 – Londen, 23 april 1996), geboren als Helen Lyndon Goff, was een Australisch schrijver van kinderboeken, actrice en journalist. Ze is als schrijver wereldwijd bekend geworden door haar boekenreeks over het personage Mary Poppins.

## Biografie
Als tiener begon P. L. Travers al met het schrijven van gedichten, en publiceerde ze stukken in The Bulletin en Triad. Als actrice reisde ze door Australië en Nieuw-Zeeland als lid van een Shakespeare-acteergezelschap. In 1924 vertrok ze naar Engeland, waar ze ging schrijven onder het pseudoniem P.L. Travers. Later nam ze deze initialen en de erbij horende volledige naam aan als haar echte naam. Ze gebruikte naar eigen zeggen de werken van J.M. Barrie, bekend van Peter Pan, als basis voor haar eigen verhalen.
In 1925 ontmoette Travers in Ierland de dichter George William Russell (AE), die enkele van haar gedichten publiceerde. Via hem leerde Travers William Butler Yeats en andere Ierse dichters kennen. Zij wekten haar interesse in de wereld van de mythologie.
In 1934 publiceerde Travers haar eerste Mary Poppins-boek, wat haar eerste grote succes werd. In de jaren erop volgden zeven vervolgen, en een collectie andere verhalen. In 1936 ontmoette ze de mysticus George Gurdjieff, die ook een grote invloed op haar en haar werken had.
Reeds in 1938 werd Travers benaderd door Walt Disney, die haar Mary Poppins-verhalen graag wilde verfilmen. Ze wees zijn aanzoek lange tijd af, maar stemde in 1961 uiteindelijk toe. Ze probeerde grip te houden op de filmproductie, maar dit mislukte. Ze was zelf ook niet tevreden met het uiteindelijke resultaat, en weigerde haar medewerking te geven aan eventuele andere verfilmingen van haar werken. Over Travers' samenwerking met Walt Disney verscheen in 2013 de film Saving Mr. Banks. 
Travers bleef haar hele leven ongetrouwd. Op haar 40e adopteerde ze een zoon genaamd Camillus. In 1977 werd zij benoemd tot Officier in de Orde van het Britse Rijk. Ze stierf op 96-jarige leeftijd in Londen.

## Werken

### Boeken
- Mary Poppins (1934)
- Mary Poppins Comes Back (1935)
- I Go By Sea, I Go By Land (1941)
- Mary Poppins Opens the Door (1943)
- Mary Poppins in the Park (1952)
- Gingerbread Shop (1952)
- Mr. Wigg's Birthday Party (1952)
- The Magic Compass (1953)
- Mary Poppins From A-Z (1962)
- Friend Monkey (1971)
- Mary Poppins in the Kitchen (1975)
- Mary Poppins in Cherry Tree Lane (1982)
- Mary Poppins and the House Next Door (1988)

### Collecties
- Stories from Mary Poppins (1952)
- Mary Poppins in Cherry Tree Lane / Mary Poppins and the House Next Door (1999)
- Mary Poppins Omnibooks (1999)

### Non-fictie
- About the Sleeping Beauty (1975)
- What the Bee Knows: Reflections on Myth, Symbol and Story (1989)